# Kola (piće)
Kola je vrsta slatkog gaziranog napitka, koji obično sadrži kofein i obojan je karamelom. Ostali sastojci razlikuju se od jednog proizvođača do drugog, no osnovni su voda, ugljični dioksid i šećer. Proizvodi se preko sto godina i poznata je širom svijeta.